# Приовражное (Донецкая область)
Приовражное (укр. Приовражне) — село (до 2011 года посёлок) в Никольском районе Донецкой области Украины. Население по переписи 2001 года составляло 253 человека. Почтовый индекс — 87042. Телефонный код — 6246. Код КОАТУУ — 1421781604. После российского вторжения на Украину, с марта 2022 года, село оккупировано Россией.

## Местный совет
Входит в состав Зарянского сельского совета.
Адрес местного совета: 87042, Донецкая обл., Никольский р-н, село Заря, ул. Октябрьская, д. 5.